# 貝格角
貝格角（英語：Begg Point），是南極洲的海岬，位於南喬治亞群島，由英國研究隊測量，由英國南極名稱諮詢委員命名，該海岬由英國海外領土管轄。